# Aporum diaphanum
Aporum diaphanum é uma espécie de orquídea epífita de hábito pendente e flores pequenas, que habita Sulawesi.